# Tagyon
Tagyon község Veszprém vármegyében, a Balatonfüredi járásban. 276 hektáros kiterjedésével a megye harmadik legkisebb közigazgatási területű települése. A település eredetileg Szent István magyar király korától az 1950-es megyerendezésig Zala vármegyéhez tartozott.

## Fekvése
A Balaton-felvidéken, Nagyvázsonytól délre, Zánka és Szentantalfa közt fekvő település. A község területe szerkezetileg még a Balaton-parti "riviérához" tartozik, bár közvetlen tóparti szakasszal a falu határa nem rendelkezik. Itt indul a Balaton-felvidék ezen szakaszára jellemző, a tóparti hegysorba benyúló, márgás felszínű medencék egyike, a négy település (Balatoncsicsó, Óbudavár, Szentantalfa, Szentjakabfa) közigazgatási területére kiterjedő Csicsói-medence. A település főutcája ma országos közútként a 7312-es számozást viseli.

## Története

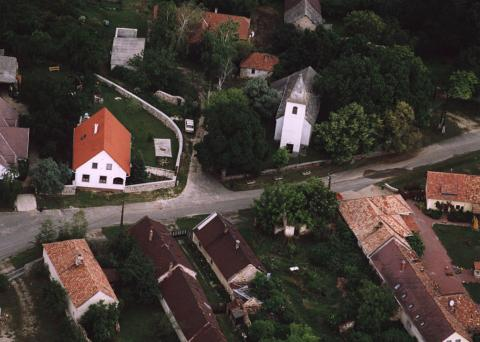
Tagyon légifotója

Tagyon Árpád-kori település. Nevét már 1292 említették egy oklevélben.
1317-ben a veszprémi püspök birtokai között találjuk. Károly Róbert király ekkor ismerte el a püspökség jogát a községre. Ettől kezdve fő birtokosa a püspökség lett aki a birtokot a sümegi uradalomból vezette az 1848-as jobbágyfelszabadításig.
A püspökség mellett a településen birtokosok voltak még a Gyulaffy és Pongrácz családok is.
1333-ban a pápai tizedjegyzék egyházát is említette.
1531-ben a törökök ezt a falut is többször feldúlták, mely ez időtől egészen 1720-ig szinte lakatlanul állt, illetve egy-két jobbágy-család élt csak itt.Az 1700-as évek végére a falu újranépesült.
1910-ben 208 lakosából 206 magyar volt. Ebből 183 római katolikus, 17 református, 5 izraelita volt.
A 20. század elején Zala vármegye Balatonfüredi járásához tartozott.
Tagyon híres bortermelő hely, a lakosság fő bevételi forrását már évszázadok óta bortermelése jelenti, máta itt is kezd kiépülni a borturizmus.

## Közélete

### Polgármesterei
- 1990–1994: Molnár Zoltán (független)[5]
- 1994–1998: Molnár Zoltán (független)[6]
- 1998–2002: Steierlein István (független)[7]
- 2002–2006: Steierlein István (független)[8]
- 2006–2010: Steierlein István (független)[9]
- 2010–2014: Steierlein István (független)[10]
- 2014–2019: Steierlein István (független)[11]
- 2019–2024: Steierlein István (független)[12]
- 2024– : Gyarmati Kornél (független)[1]

## Népesség
A település népességének változása:
| Lakosok száma | 84   | 88   | 88   | 118  | 107  | 112  | 117  |
|               | 2013 | 2014 | 2015 | 2021 | 2022 | 2023 | 2024 |

A 2011-es népszámlálás során a lakosok 97,7%-a magyarnak, 49,4% németnek mondta magát (2,3% nem nyilatkozott; a kettős identitások miatt a végösszeg nagyobb lehet 100%-nál). A vallási megoszlás a következő volt: római katolikus 66,7%, református 2,3%, evangélikus 5,7%, felekezeten kívüli 14,9% (10,3% nem nyilatkozott).
2022-ben a lakosság 89,7%-a vallotta magát magyarnak, 25,2% németnek, 1,9% görögnek, 1,9% cigánynak, 0,9% örménynek, 0,9% szerbnek, 0,9% lengyelnek, 0,9% egyéb, nem hazai nemzetiségűnek (8,4% nem nyilatkozott; a kettős identitások miatt a végösszeg nagyobb lehet 100%-nál). Vallásuk szerint 35,5% volt római katolikus, 4,7% református, 1,9% evangélikus, 20,6% felekezeten kívüli (37,4% nem válaszolt).

## Nevezetességei

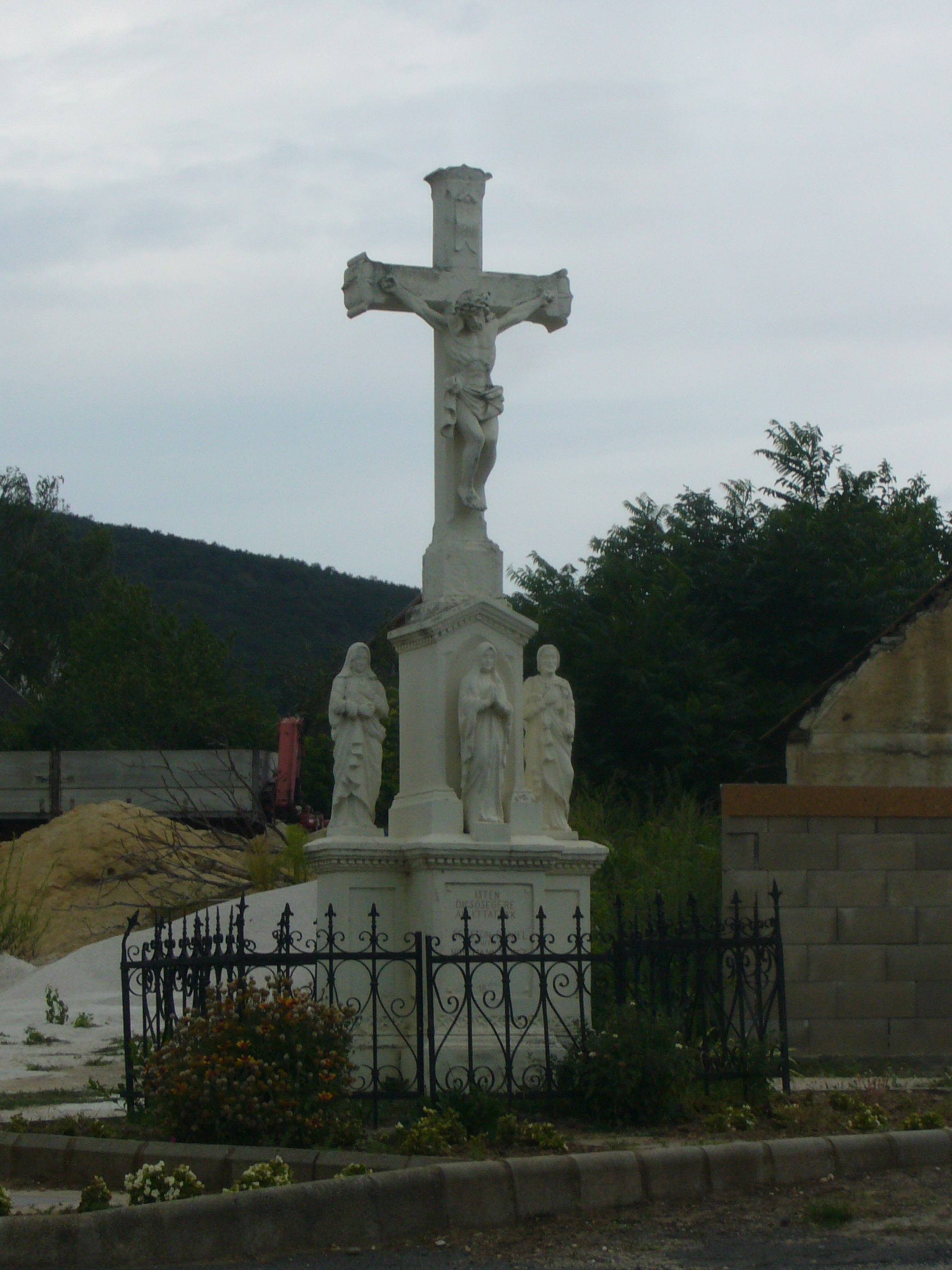
Kereszt

- Római katolikus temploma

## Külső hivatkozások
- Európai borutak portál[halott link]